# لويز كارولين من هسن-كاسل
لويز كارولين من هسن-كاسل (بالألمانية: Luise Karoline von Hessen-Kassel)‏ (28 سبتمبر 1789 - 13 مارس 1867) كانت دوقة شليسفيش هولشتاين سوندربورغ غلوكسبورغ بزواجها من فريدريش فيلهلم، دوق شليسفيغ هولشتاين سوندربورغ غلوكسبورغ، هي أبنة كارل، لاندغراف هسن-كاسل ولويز من الدنمارك، ومن المعروف عنها أنه والدة كريستيان التاسع ملك الدنمارك الذي يُعرف بـ حمى أوروبا.